# 200 mètres féminin aux Jeux olympiques d'été de 2024
Pour des articles plus généraux, voir Athlétisme aux Jeux olympiques d'été de 2024 et 200 mètres aux Jeux olympiques.
Navigation
Tokyo 2020 Los Angeles 2028
L'épreuve du 200 mètres féminin aux Jeux olympiques de 2024 se déroule du 4 au 6 août 2024 au Stade de France, au nord de Paris, en France.

## Records associés
Avant cette compétition, les records dans cette discipline étaient les suivants : 
| Record du monde  | Florence Griffith-Joyner (USA) | 21 s 34 | Séoul | 29 septembre 1988 |
| Record olympique | Florence Griffith-Joyner (USA) | 21 s 34 | Séoul | 29 septembre 1988 |

## Programme
| Date            | Horaire | Manche       |
| --------------- | ------- | ------------ |
| Dimanche 4 août | 10 h 0  | Premier tour |
| Lundi 5 août    | 10 h 0  | Repêchage    |
| Lundi 5 août    | 18 h 30 | Demi-finale  |
| Mardi 6 août    | 19 h 0  | Finale       |

## Médaillées
| Or               | Argent        | Bronze         |
| Gabrielle Thomas | Julien Alfred | Brittany Brown |

## Résultats

### Premier tour
Les 3 premières de chaque série sont qualifiées (Q) pour les demi-finales, les autres passent en repêchage. 
| Rang | Couloir | Athlète            | Pays          | Temps   | Notes |
| ---- | ------- | ------------------ | ------------- | ------- | ----- |
| 1    | 4       | Julien Alfred      | Sainte-Lucie  | 22 s 41 | Q     |
| 2    | 5       | Gémima Joseph      | France        | 22 s 72 | Q     |
| 3    | 6       | Julia Henriksson   | Suède         | 22 s 79 | NR Q  |
| 4    | 9       | Torrie Lewis       | Australie     | 22 s 89 | PB    |
| 5    | 7       | Lorène Bazolo      | Portugal      | 23 s 10 | SB    |
| 6    | 2       | Léonie Pointet     | Suisse        | 23 s 42 |       |
| 7    | 3       | Olga Safronova     | Kazakhstan    | 23 s 58 |       |
|      | 8       | Marie-Josée Ta Lou | Côte d'Ivoire | DNS     |       |

| Rang | Couloir | Athlète              | Pays       | Temps   | Notes |
| ---- | ------- | -------------------- | ---------- | ------- | ----- |
| 1    | 5       | Gabrielle Thomas     | États-Unis | 22 s 20 | Q     |
| 2    | 6       | Niesha Burgher       | Jamaïque   | 22 s 54 | Q     |
| 3    | 3       | Mujinga Kambundji    | Suisse     | 22 s 75 | Q     |
| 4    | 8       | Jacqueline Madogo    | Canada     | 22 s 78 | PB    |
| 5    | 4       | Anahí Suárez         | Équateur   | 23 s 33 |       |
| 6    | 7       | Dalia Kaddari        | Italie     | 23 s 49 |       |
| 7    | 2       | Cecilia Tamayo-Garza | Mexique    | 23 s 65 |       |

| Rang | Couloir | Athlète          | Pays            | Temps   | Notes |
| ---- | ------- | ---------------- | --------------- | ------- | ----- |
| 1    | 5       | Daryll Neita     | Grande-Bretagne | 22 s 39 | Q     |
| 2    | 9       | Tasa Jiya        | Pays-Bas        | 22 s 74 | Q     |
| 3    | 3       | Hélène Parisot   | France          | 22 s 99 | Q     |
| 4    | 7       | Nicole Caicedo   | Équateur        | 23 s 18 |       |
| 5    | 2       | Nora Lindahl     | Suède           | 23 s 33 |       |
| 6    | 6       | Martyna Kotwiła  | Pologne         | 23 s 43 |       |
| 7    | 8       | Anna Bongiorni   | Italie          | 23 s 49 |       |
|      | 4       | Shericka Jackson | Jamaïque        | DNS     |       |

| Rang | Couloir | Athlète                 | Pays          | Temps   | Notes |
| ---- | ------- | ----------------------- | ------------- | ------- | ----- |
| 1    | 9       | McKenzie Long           | États-Unis    | 22 s 55 | Q     |
| 2    | 7       | Jessika Gbaï            | Côte d'Ivoire | 22 s 61 | Q     |
| 3    | 3       | Audrey Leduc            | Canada        | 22 s 88 | Q     |
| 4    | 2       | Jaël Bestué             | Espagne       | 23 s 17 |       |
| 5    | 6       | Krystsina Tsimanouskaya | Pologne       | 23 s 30 |       |
| 6    | 5       | Mia Gross               | Australie     | 23 s 36 |       |
| 7    | 4       | Aimara Nazareno         | Équateur      | 23 s 52 |       |
| 8    | 8       | Lorraine Martins        | Brésil        | 23 s 68 |       |

| Rang | Couloir | Athlète                | Pays            | Temps   | Notes |
| ---- | ------- | ---------------------- | --------------- | ------- | ----- |
| 1    | 7       | Brittany Brown         | États-Unis      | 22 s 38 | Q     |
| 2    | 2       | Lanae-Tava Thomas      | Jamaïque        | 22 s 70 | Q     |
| 3    | 3       | Bianca Williams        | Grande-Bretagne | 22 s 77 | Q     |
| 4    | 8       | Polyniki Emmanouilidou | Grèce           | 23 s 06 |       |
| 5    | 5       | Olivia Fotopoulou      | Chypre          | 23 s 07 |       |
| 6    | 4       | Boglárka Takács        | Hongrie         | 23 s 16 |       |
| 7    | 9       | Imke Vervaet           | Belgique        | 23 s 20 |       |
| 8    | 6       | Shanti Pereira         | Singapour       | 23 s 21 |       |

| Rang | Couloir | Athlète              | Pays                      | Temps   | Notes |
| ---- | ------- | -------------------- | ------------------------- | ------- | ----- |
| 1    | 2       | Favour Ofili         | Nigeria                   | 22 s 24 | SB Q  |
| 2    | 8       | Dina Asher-Smith     | Grande-Bretagne           | 22 s 28 | Q     |
| 3    | 7       | Gina Bass            | Gambie                    | 22 s 84 | SB Q  |
| 4    | 3       | Maboundou Koné       | Côte d'Ivoire             | 22 s 87 | SB    |
| 5    | 5       | Adaejah Hodge        | Îles Vierges britanniques | 23 s 00 |       |
| 6    | 4       | Ida Karstoft         | Danemark                  | 23 s 01 |       |
| 7    | 9       | Li Yuting            | Chine                     | 23 s 31 |       |
| 8    | 6       | Ana Carolina Azevedo | Brésil                    | 23 s 37 |       |

### Repêchage
La première de chaque série est qualifiée (Q) pour les demi-finales, ainsi que les deux meilleurs temps (q).
| Rang | Couloir | Athlète                | Pays                      | Temps   | Notes |
| ---- | ------- | ---------------------- | ------------------------- | ------- | ----- |
| 1    | 8       | Jacqueline Madogo      | Canada                    | 22 s 58 | Q PB  |
| 2    | 7       | Adaejah Hodge          | Îles Vierges britanniques | 22 s 94 | q     |
| 3    | 6       | Polyniki Emmanouilidou | Grèce                     | 22 s 99 | q     |
| 4    | 4       | Lorène Bazolo          | Portugal                  | 23 s 08 | SB    |
| 5    | 5       | Aimara Nazareno        | Équateur                  | 23 s 35 |       |
| 6    | 2       | Ana Carolina Azevedo   | Brésil                    | 23 s 44 |       |
| 7    | 3       | Shanti Pereira         | Singapour                 | 23 s 45 |       |

| Rang | Couloir | Athlète          | Pays          | Temps   | Notes |
| ---- | ------- | ---------------- | ------------- | ------- | ----- |
| 1    | 4       | Maboundou Koné   | Côte d'Ivoire | 22 s 89 | Q     |
| 2    | 8       | Boglárka Takács  | Hongrie       | 23 s 05 |       |
| 3    | 3       | Li Yuting        | Chine         | 23 s 24 |       |
| 4    | 5       | Martyna Kotwiła  | Pologne       | 23 s 50 |       |
| 5    | 7       | Anahí Suárez     | Équateur      | 23 s 54 |       |
| 6    | 6       | Lorraine Martins | Brésil        | 23 s 82 |       |
| 7    | 2       | Dalia Kaddari    | Italie        | DNS     |       |

| Rang | Couloir | Athlète                 | Pays      | Temps   | Notes |
| ---- | ------- | ----------------------- | --------- | ------- | ----- |
| 1    | 8       | Olivia Fotopoulou       | Chypre    | 22 s 92 | =SB Q |
| 2    | 5       | Krystsina Tsimanouskaya | Pologne   | 23 s 01 |       |
| 3    | 7       | Nicole Caicedo          | Équateur  | 23 s 04 |       |
| 4    | 4       | Mia Gross               | Australie | 23 s 34 |       |
| 5    | 6       | Cecilia Tamayo-Garza    | Mexique   | 23 s 49 |       |
| 6    | 2       | Anna Bongiorni          | Italie    | DNS     |       |
| 7    | 3       | Ida Karstoft            | Danemark  | DNS     |       |

| Rang | Couloir | Athlète        | Pays       | Temps   | Notes |
| ---- | ------- | -------------- | ---------- | ------- | ----- |
| 1    | 2       | Torrie Lewis   | Australie  | 23 s 08 | Q     |
| 2    | 3       | Jaël Bestué    | Espagne    | 23 s 22 |       |
| 3    | 7       | Imke Vervaet   | Belgique   | 23 s 33 |       |
| 4    | 6       | Léonie Pointet | Suisse     | 23 s 37 |       |
| 5    | 4       | Nora Lindahl   | Suède      | 23 s 51 |       |
| 6    | 5       | Olga Safronova | Kazakhstan | 23 s 70 |       |

### Demi-finales
Les 2 premières de chaque série sont qualifiées (Q) pour la finale, ainsi que les deux meilleurs temps (q), hors places 1 et 2.
| Rang | Couloir | Athlète         | Pays                      | Temps   | Notes |
| ---- | ------- | --------------- | ------------------------- | ------- | ----- |
| 1    | 7       | Julien Alfred   | Sainte-Lucie              | 21 s 98 | Q     |
| 2    | 6       | Favour Ofili    | Nigeria                   | 22 s 05 | SB Q  |
| 3    | 8       | McKenzie Long   | États-Unis                | 22 s 30 | q     |
| 4    | 9       | Bianca Williams | Grande-Bretagne           | 22 s 58 | SB    |
| 5    | 3       | Maboundou Koné  | Côte d'Ivoire             | 22 s 65 | SB    |
| 6    | 5       | Audrey Leduc    | Canada                    | 22 s 68 |       |
| 7    | 4       | Gémima Joseph   | France                    | 22 s 69 |       |
| 8    | 2       | Adaejah Hodge   | Îles Vierges britanniques | 22 s 70 |       |

| Rang | Couloir | Athlète                | Pays            | Temps          | Notes |
| ---- | ------- | ---------------------- | --------------- | -------------- | ----- |
| 1    | 8       | Gabrielle Thomas       | États-Unis      | 21 s 86        | Q     |
| 2    | 7       | Dina Asher-Smith       | Grande-Bretagne | 22 s 31        | Q     |
| 3    | 5       | Hélène Parisot         | France          | 22 s 55        | PB    |
| 4    | 4       | Mujinga Kambundji      | Suisse          | 22 s 63        |       |
| 5    | 6       | Niesha Burgher         | Jamaïque        | 22 s 64        |       |
| 6    | 9       | Tasa Jiya              | Pays-Bas        | 22 s 81 (.801) |       |
| 7    | 3       | Jacqueline Madogo      | Canada          | 22 s 81 (.807) |       |
| 8    | 2       | Polyniki Emmanouilidou | Grèce           | 23 s 18        |       |

| Rang | Couloir | Athlète           | Pays            | Temps   | Notes |
| ---- | ------- | ----------------- | --------------- | ------- | ----- |
| 1    | 7       | Brittany Brown    | États-Unis      | 22 s 12 | Q     |
| 2    | 6       | Daryll Neita      | Grande-Bretagne | 22 s 24 | Q     |
| 3    | 8       | Jessika Gbaï      | Côte d'Ivoire   | 22 s 36 | PB q  |
| 4    | 5       | Gina Bass         | Gambie          | 22 s 66 | SB    |
| 5    | 9       | Lanae-Tava Thomas | Jamaïque        | 22 s 77 |       |
| 6    | 4       | Julia Henriksson  | Suède           | 22 s 88 |       |
| 7    | 3       | Torrie Lewis      | Australie       | 22 s 92 |       |
| 8    | 2       | Olivia Fotopoulou | Chypre          | 22 s 98 |       |

### Finale
| Rang                                | Couloir | Athlète          | Pays            | Temps   | Notes |
| ----------------------------------- | ------- | ---------------- | --------------- | ------- | ----- |
| Médaille d'or, Jeux olympiques      | 7       | Gabrielle Thomas | États-Unis      | 21 s 83 |       |
| Médaille d'argent, Jeux olympiques  | 8       | Julien Alfred    | Sainte-Lucie    | 22 s 08 |       |
| Médaille de bronze, Jeux olympiques | 6       | Brittany Brown   | États-Unis      | 22 s 20 |       |
| 4                                   | 4       | Dina Asher-Smith | Grande-Bretagne | 22 s 22 |       |
| 5                                   | 5       | Daryll Neita     | Grande-Bretagne | 22 s 23 |       |
| 6                                   | 9       | Favour Ofili     | Nigeria         | 22 s 24 |       |
| 7                                   | 2       | McKenzie Long    | États-Unis      | 22 s 42 |       |
| 8                                   | 3       | Jessika Gbaï     | Côte d'Ivoire   | 22 s 70 |       |

## Légende
Records et Performances
- AR : Record continental (area record)
- CR : Record des championnats (championship record)
- MR : Record du meeting (meet record)
- NR : Record national (national record)
- OR : Record olympique (olympic record)
- PR : Record paralympique (paralympic record)
- PB : Record personnel (personal best)
- SB : Meilleure performance personnelle de la saison (season's best)
- WL : Meilleure performance mondiale de l'année (world leader)
- WJR : Record du monde junior (world junior record)
- WR : Record du monde (world record)

Circonstances et Conditions
- DNF : N'a pas terminé (did not finish)
- DNS : N'a pas pris le départ (did not start)
- DQ : Disqualification (disqualification)
- NM : Aucun essai valable enregistré (No Mark)
- Q : Qualifié « directement » au prochain tour (ou à la prochaine compétition), lors d'une compétition majeure, grâce au classement ou à la réalisation des minima (automatic qualifier)
- q : Qualifié au prochain tour (ou à la prochaine compétition), lors d'une compétition majeure, grâce au repêchage ou à la réalisation de l'une des meilleures performances parmi celles des « non qualifiés directement » (grâce au meilleur temps ou à la meilleure distance par exemple) (secondary qualifier)